# Morne du Vitet
Morne du Vitet (286 m n. m.) je kopec na ostrově Svatý Bartoloměj v souostroví Malé Antily v severovýchodním Karibiku. Jedná se o nejvyšší bod ostrova i celého francouzského zámořského společenství Saint-Barthélemy.